# Aedes berlandi
Aedes berlandi är en tvåvingeart som beskrevs av Seguy 1921. Aedes berlandi ingår i släktet Aedes och familjen stickmyggor. Inga underarter finns listade i Catalogue of Life.